# Ramiro Cortés
Ramiro Prudencio Cortés Molteni (Salto, 1931 – Salto, 23 aprile 1977) è stato un cestista uruguaiano.

## Carriera
Con l'Uruguay ha disputato i Giochi olimpici di Melbourne 1956 e i Campionati mondiali del 1959.